# British Independent Film Awards 2019

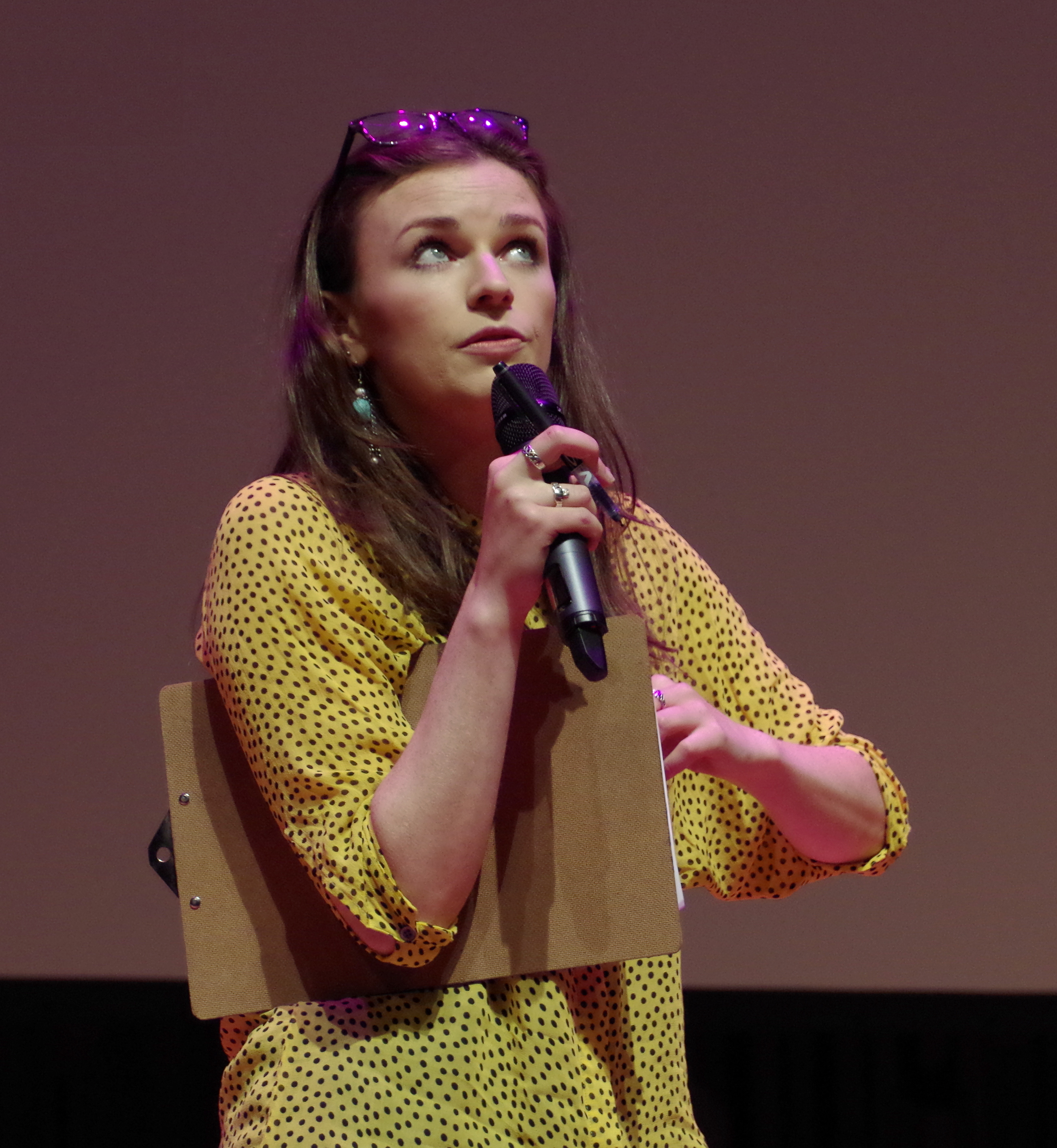
L'attrice e comica irlandese Aisling Bea ha presentato la cerimonia.

La cerimonia di premiazione della 22ª edizione dei British Independent Film Awards si è tenuta il 1º dicembre 2019 a Londra, presentata dall'attrice e comica irlandese Aisling Bea.
Le candidature sono state annunciate il 30 ottobre 2019. Il film più candidato è stato La vita straordinaria di David Copperfield di Armando Iannucci, con 11 candidature.

## Vincitori e candidati
I vincitori sono indicati in grassetto, a seguire in ordine alfabetico gli altri candidati.

### Miglior film indipendente britannico
- Alla mia piccola Sama (For Sama), regia di Waad al-Kateab e Edward Watts
- A proposito di Rose (Wild Rose), regia di Tom Harper
- Bait, regia di Mark Jenkin
- La vita straordinaria di David Copperfield (The Personal History of David Copperfield), regia di Armando Iannucci
- The Souvenir, regia di Joanna Hogg

### Miglior regista
- Waad al-Kateab e Edward Watts - Alla mia piccola Sama (For Sama)
- Mark Jenkin - Bait
- Asif Kapadia - Diego Maradona
- Oliver Hermanus - Moffie
- Joanna Hogg - The Souvenir

### Miglior attrice
- Renée Zellweger - Judy
- Jessie Buckley - A proposito di Rose (Wild Rose)
- Holliday Grainger - Animals
- Sally Hawkins - Eternal Beauty
- Vicky Knight - Dirty God

### Miglior attore
- Josh O'Connor - Only You
- Sam Adewumni - The Last Tree
- Tom Burke - The Souvenir
- Kris Hitchen - Sorry We Missed You
- Dev Patel - La vita straordinaria di David Copperfield (The Personal History of David Copperfield)

### Miglior attrice non protagonista
- Ruthxjiah Bellenea - The Last Tree
- Jessica Barden - Scarborough
- Elizabeth Debicki - Vita & Virginia
- Tilda Swinton - La vita straordinaria di David Copperfield (The Personal History of David Copperfield)
- Julie Walters - A proposito di Rose (Wild Rose)

### Miglior attore non protagonista
- Hugh Laurie - La vita straordinaria di David Copperfield (The Personal History of David Copperfield)
- Chiwetel Ejiofor - Il ragazzo che catturò il vento (The Boy Who Harnessed The Wind)
- Edlison Manuel e Olbera Núñez - Yuli - Danza e libertà (Yuli)
- Peter Mullan - The Vanishing - Il mistero del faro (The Vanishing)
- Bluey Robinson - Dirty God

### Miglior esordiente
- Sam Adewumni - The Last Tree
- Vicky Knight - Dirty God
- Lorn Macdonald - Beats
- Roxanne Scrimshaw - Lynn + Lucy
- Honor Swinton Byrne - The Souvenir

### Premio Douglas Hickox al miglior regista esordiente
- Harry Wootliff - Only You
- Will Becher e Richard Phelan - Shaun, vita da pecora: Farmageddon - Il film (A Shaun The Sheep Movie: Farmageddon)
- Fyzal Boulifa - Lynn + Lucy
- Ninian Doff - Boyz In The Wood
- Chiwetel Ejiofor - Il ragazzo che catturò il vento (The Boy Who Harnessed The Wind)

### Miglior sceneggiatura
- Armando Iannucci e Simon Blackwell - La vita straordinaria di David Copperfield (The Personal History of David Copperfield)
- Joanna Hogg - The Souvenir
- Paul Laverty - Sorry We Missed You
- Peter Strickland - In Fabric
- Nicole Taylor - A proposito di Rose (Wild Rose)

### Miglior documentario britannico
- Alla mia piccola Sama (For Sama), regia di Waad al-Kateab e Edward Watts
- Coup 53, regia di Taghi Amirani
- Diego Maradona, regia di Asif Kapadia
- Seahorse, regia di Jeanie Finlay
- Tell Me Who I Am, regia di Ed Perkins

### Miglior film indipendente internazionale
- Parasite (Gisaengchung), regia di Bong Joon-ho (Corea del Sud)
- I figli del fiume giallo (Jiānghú érnǚ), regia di Jia Zhangke (Cina)
- Monos - Un gioco da ragazzi (Monos), regia di Alejandro Landes (Colombia)
- Ritratto della giovane in fiamme (Portrait de la jeune fille en feu), regia di Céline Sciamma (Francia)
- Storia di un matrimonio (Marriage Story), regia di Noah Baumbach (Stati Uniti d'America)

### Premio Discovery
- Children Of The Snow Land, regia di Zara Balfour e Marcus Stephenson
- A Bump Along The Way, regia di Shelly Love
- Here For Life, regia di Andrea Luka Zimmerman
- Muscle, regia di Gerard Johnson
- The Street, regia di Zed Nelson

### Miglior produttore esordiente
- Kate Byers e Linn Waite - Bait
- Finn Bruce - Tucked
- Joy Gharoro-Akpojotor - Blue Story
- Becky Read - Three Identical Strangers
- Jack Sidey - Moffie

### Miglior sceneggiatura di debutto
- Emma Jane Unsworth - Animals
- Kieran Hurley - Beats
- Lisa Owens - Days Of The Bagnold Summer
- Nicole Taylor - A proposito di Rose (Wild Rose)
- Harry Wootliff - Only You

### Miglior casting
- Sarah Crowe - La vita straordinaria di David Copperfield (The Personal History of David Copperfield)
- Shaheen Baig - In Fabric
- Shaheen Baig e Aisha Bywaters - The Last Tree
- Kahleen Crawford - A proposito di Rose (Wild Rose)
- Kahleen Crawford e Caroline Stewart - Only You

### Miglior fotografia
- Benjamin Kracun - Beats
- Ole Bratt Birkeland - Judy
- Zac Nicholson - La vita straordinaria di David Copperfield (The Personal History of David Copperfield)
- Jamie D. Ramsay - Moffie
- Ari Wegner - In Fabric

### Migliori costumi
- Suzie Harman e Robert Worley - La vita straordinaria di David Copperfield (The Personal History of David Copperfield)
- Anna Mary Scott Robbins - A proposito di Rose (Wild Rose)
- Grace Snell - The Souvenir
- Jany Temime - Judy
- Jo Thompson - In Fabric

### Miglior montaggio
- Chloe Lambourne e Simon Mcmahon - Alla mia piccola Sama (For Sama)
- Mick Audsley e Peter Lambert - La vita straordinaria di David Copperfield (The Personal History of David Copperfield)
- Mark Jenkin - Bait
- Chris King - Diego Maradona
- Helle Le Fevre - The Souvenir

### Miglior trucco e acconciature
- Jeremy Woodhead - Judy
- Morten Jacobsen, Rogier Samuels e Lindelotte Van Der Meer - Dirty God
- Karen Hartley-Thomas - La vita straordinaria di David Copperfield (The Personal History of David Copperfield)
- Emma Scott - In Fabric
- Jody Williams - A proposito di Rose (Wild Rose)

### Migliori musiche
- Jack Arnold - A proposito di Rose (Wild Rose)
- Cavern ff Anti-Matter - In Fabric
- Nainita Desai - Alla mia piccola Sama (For Sama)
- Antônio Pinto - Diego Maradona
- Jd Twitch, Penelope Trappes e Stephen Hindman - Beats

### Miglior scenografia
- Cristina Casali - La vita straordinaria di David Copperfield (The Personal History of David Copperfield)
- Stéphane Collonge - The Souvenir
- Kave Quinn - Judy
- Anne Seibel - Nureyev - The White Crow (The White Crow)
- Paki Smith - In Fabric

### Miglior sonoro
- David Bowtle-Mcmillan, Joakim Sundström e Robert Farr - Beats
- Lee Walpole, Colin Nicholson e Stuart Hilliker - A proposito di Rose (Wild Rose)
- Anna My Bertmark, Jonathan Seale e Jules Woods - Gwen
- Stephen Griffiths, Tim Cavagin, Max Walsh e Andy Shelley - Diego Maradona
- Martin Pavey - In Fabric

### Migliori effetti speciali
- Howard Jones - Shaun, vita da pecora: Farmageddon - Il film (A Shaun The Sheep Movie: Farmageddon)
- Paul Mann - In Fabric
- Andy Quinn - Il ragazzo che catturò il vento (The Boy Who Harnessed The Wind)